# Pietra Ligure
Pietra Ligure – miejscowość i gmina we Włoszech, w regionie Liguria, w prowincji Savona.
Według danych na rok 2004 gminę zamieszkiwało 8581 osób, 953,4 os./km².

## Współpraca
- Offenburg, Niemcy